# Atelier Renault

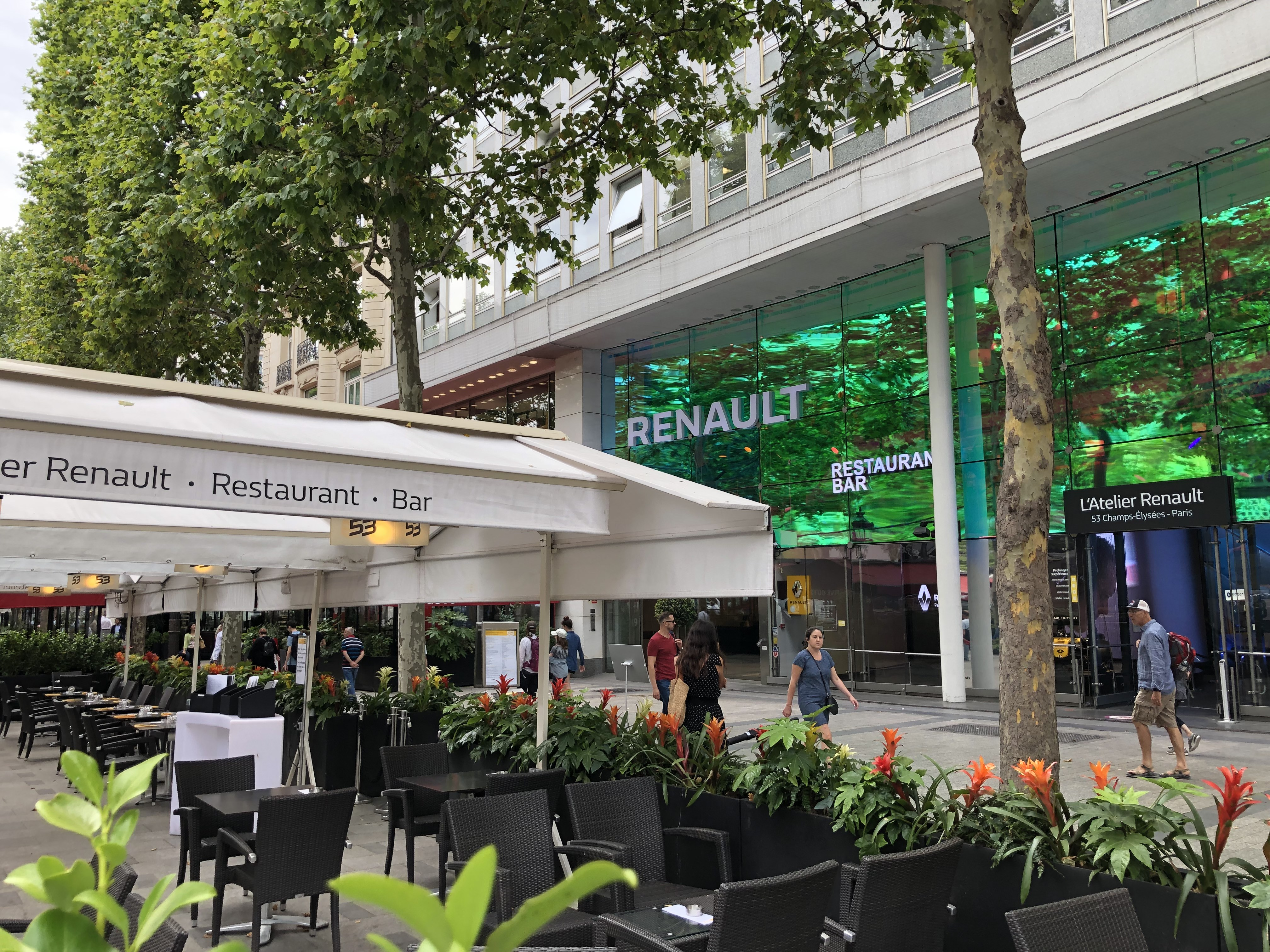
L'Atelier Renault.

L'Atelier Renault  est la vitrine internationale de la marque Renault, située au 53, avenue des Champs-Élysées dans le 8e arrondissement de Paris.

## Histoire
En 1910, Louis Renault fait l'acquisition en personne de ces locaux, sur l’avenue des Champs-Élysées, pour en faire un lieu d'exposition et un site commercial. Renault est le premier constructeur à s'installer sur les Champs-Élysées à proximité du Grand Palais qui abrite depuis 1901 le Salon de l’automobile.
En 1962, Renault fait entièrement reconstruire les locaux et y installe le Pub Renault qui ouvre le jour même de l’ouverture du Salon de l’automobile désormais installé au parc des expositions de la porte de Versailles. Les nouvelles voitures sont exposés aussi bien que des modèles historiques de la marque (ceux-ci à l'étage).
En 1986, un attentat y est en partie déjoué grâce à la vigilance d'une serveuse. Un gardien de la paix est toutefois tué et deux autres personnes blessées, en voulant évacuer discrètement le colis suspect remarqué. Mais le bilan aurait pu être plus lourd, le lieu étant animé,.
En septembre 2000, l'entreprise renomme le lieu L’Atelier Renault.

## Galeries

L'Atelier Renault
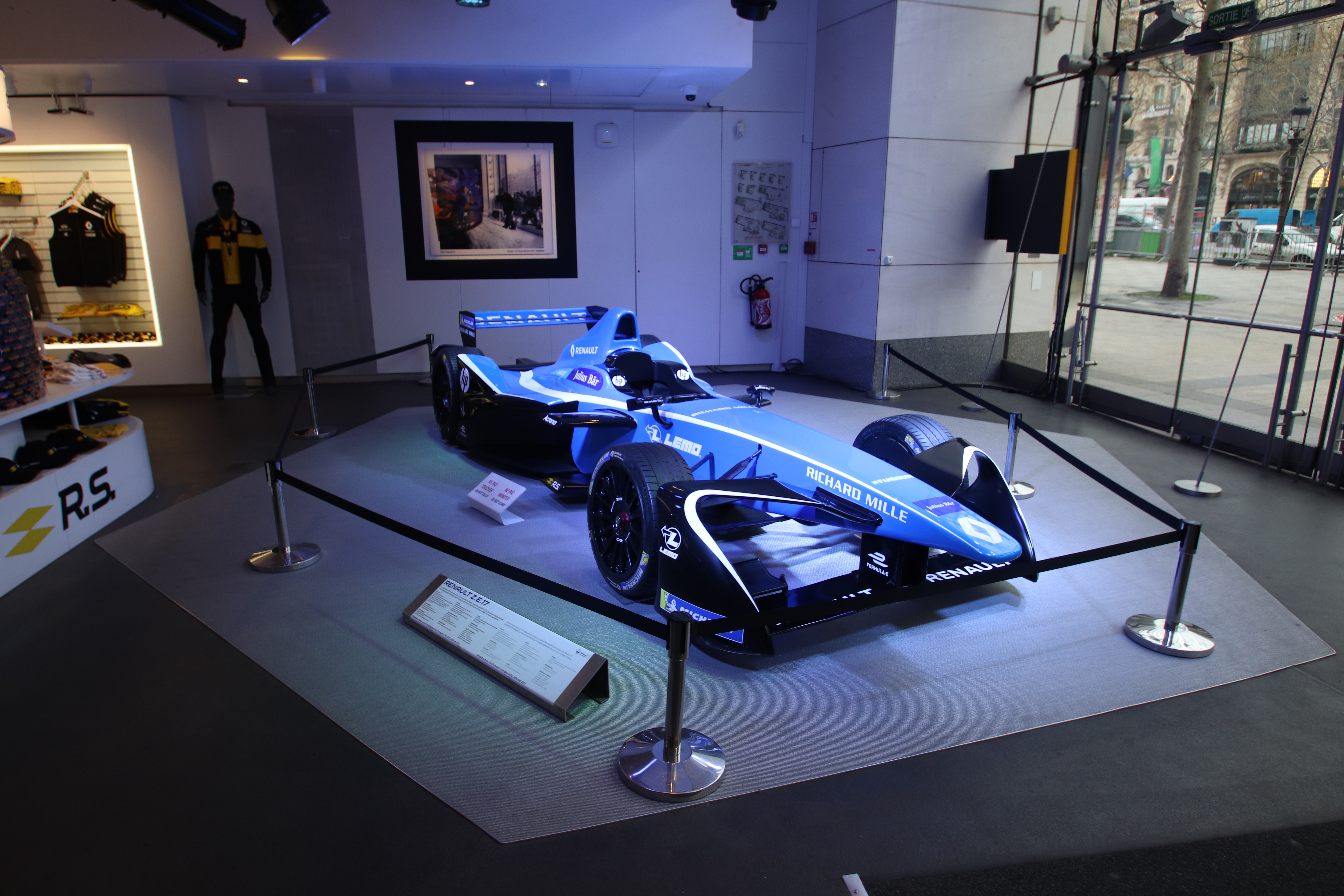
Renault Z.E.17.
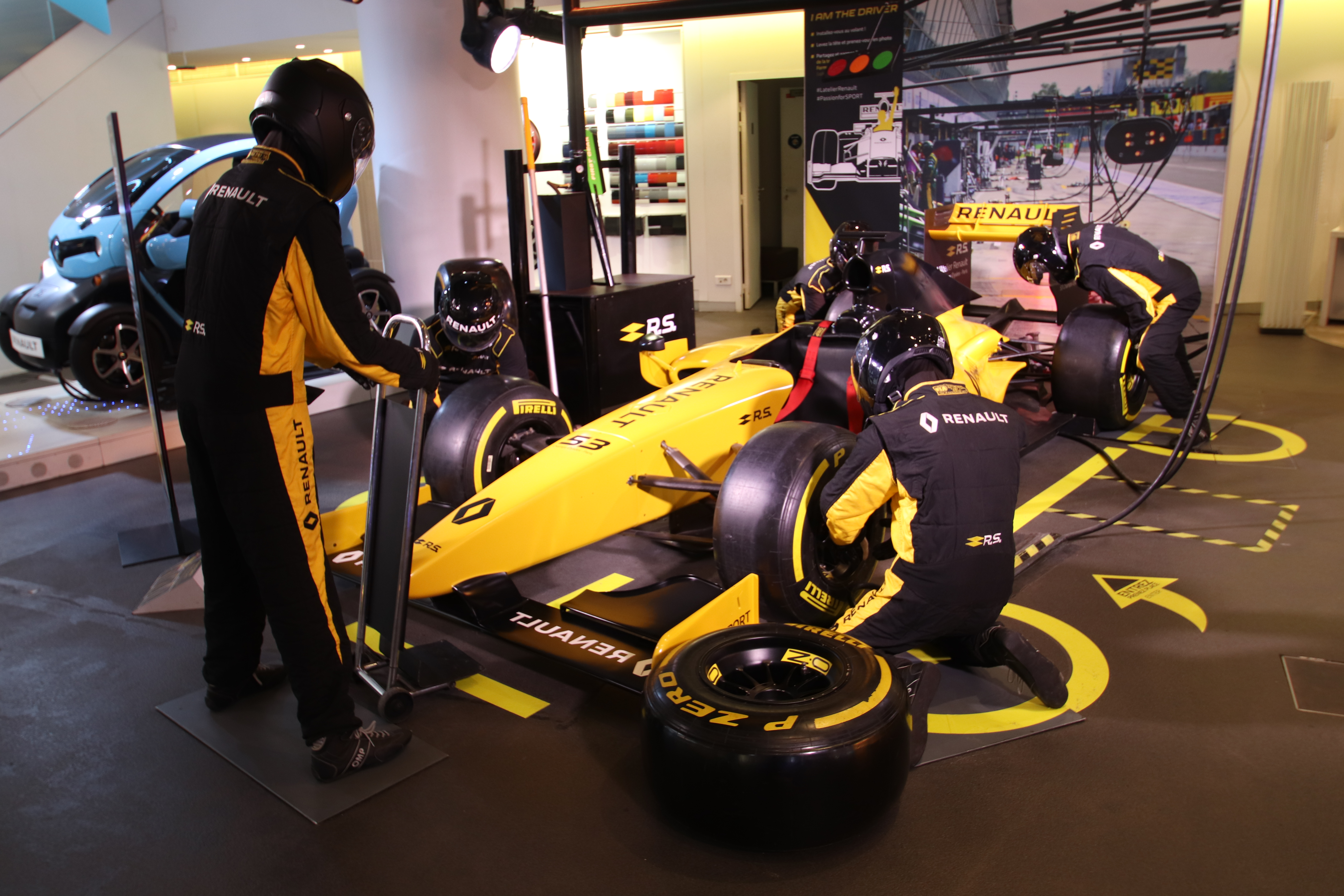
Stand Renault F1.
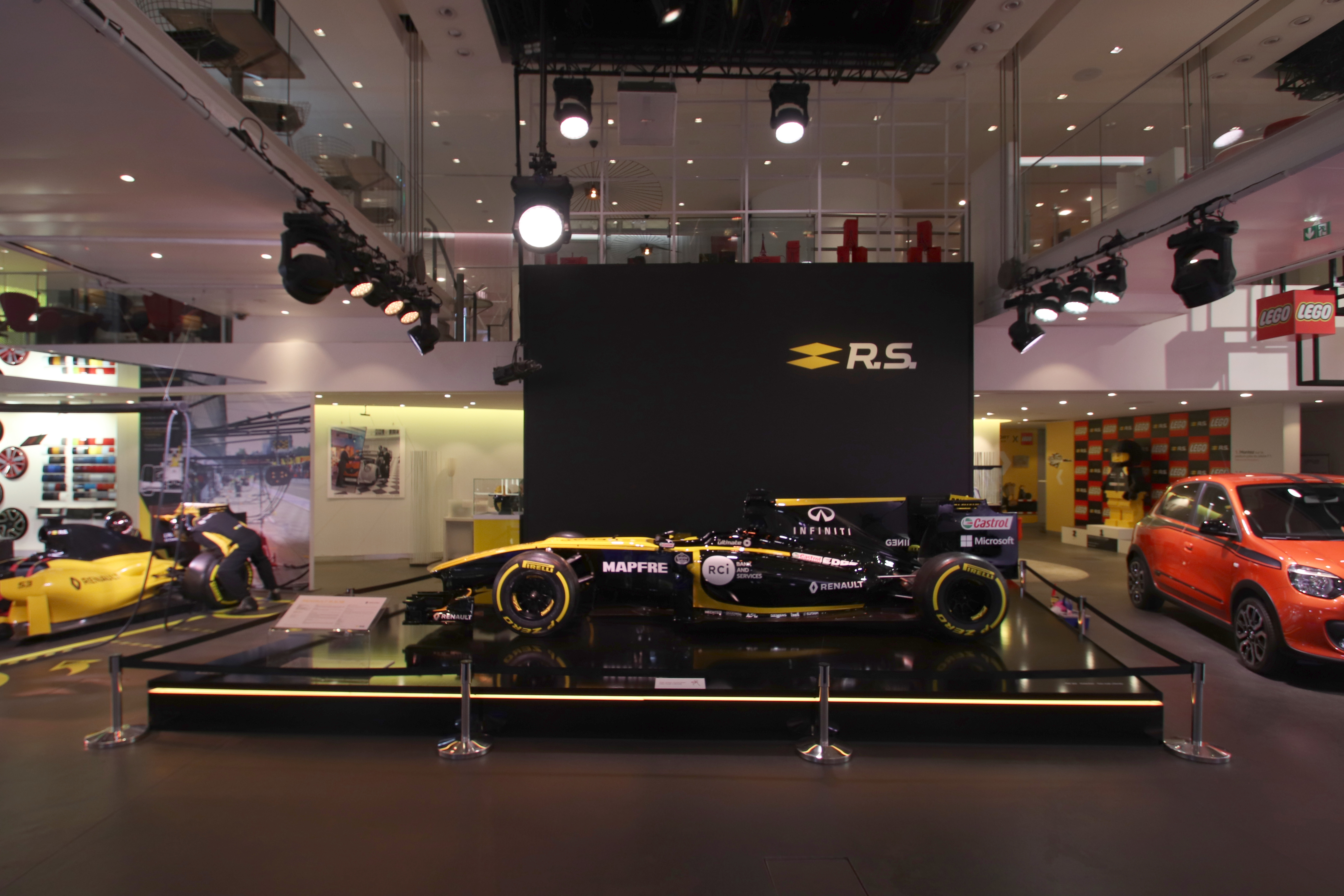
Renault R.S.18.
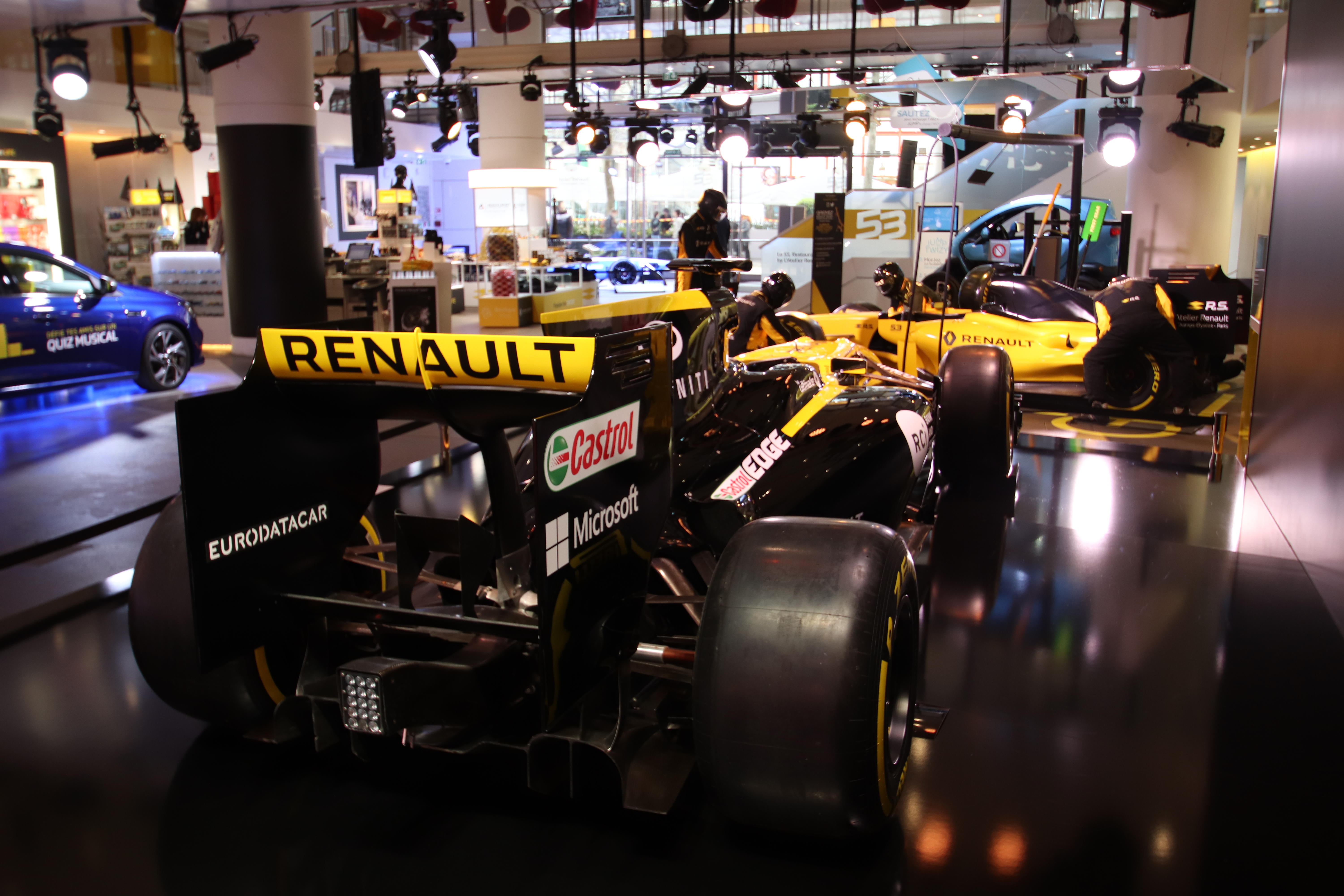
Renault R.S. 18.
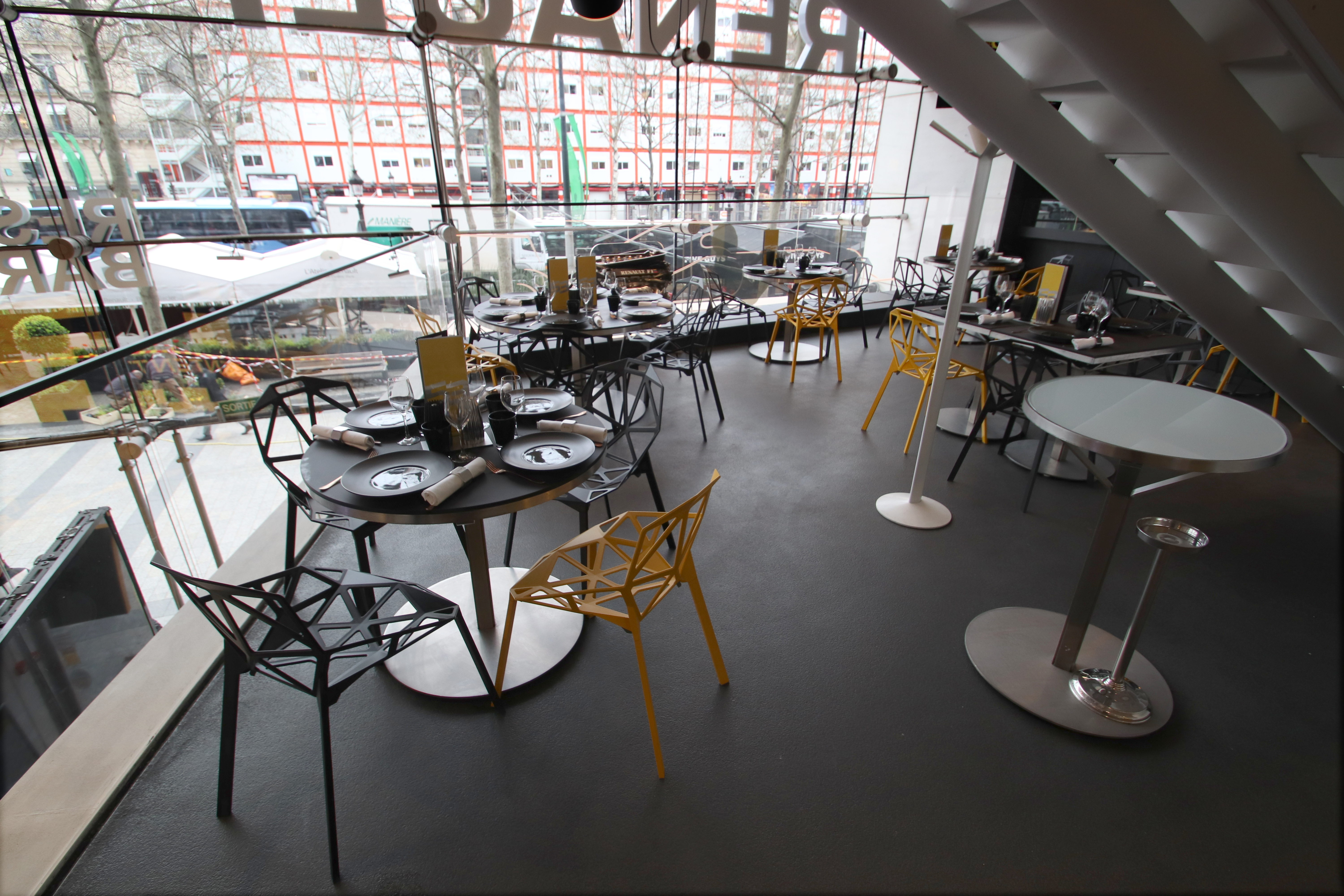
Les tables